# الحوما
الحوما هي مجموعة عرقية من السودان. هذه المجموعة العرقية تتحدث العربية. يبلغ عددهم نحو 4700 نسمة و80% من شعب حوما مسلمون و5% مسيحيون.